# تیجانی عطاالله
تیجانی عطاالله (انگلیسی: Tijany Atallah؛ زادهٔ تاریخ ورودی نامعتبر است) بازیکن فوتبال است.
وی همچنین در تیم‌های ملی فوتبال زیر ۱۷ سال فرانسه و Algeria national under-20 football team بازی کرده‌است.